# Fedeli compagne di Gesù
Le Fedeli Compagne di Gesù (in inglese Faithful Companions of Jesus) sono un istituto religioso femminile di diritto pontificio: le suore di questa congregazione pospongono al loro nome la sigla F.C.J.

## Storia
La congregazione venne fondata da Marie Madeleine Victoire de Bengy (1781-1858). Di nobile famiglia francese, nel 1805 restò vedova del visconte d'Houët e attraversò un lungo periodo di crisi spirituale: il 20 aprile 1820, assieme a due compagne e a una maestra, iniziò a curare l'istruzione di sette ragazze povere di Amiens dando origine all'opera da cui si sviluppò l'istituto.
La scuola popolare della de Bengy venne inizialmente sostenuta dai gesuiti, ma quando la fondatrice rifiutò di unire la sua comunità alla Società del Sacro Cuore di Gesù i padri smisero di appoggiare l'opera e le crearono serie difficoltà (nel 1820, approfittando dell'assenza della de Bengy, fecero sequestrare la sua scuola).
Dal 1822, sotto la protezione del vescovo di Amiens Jean-Pierre de Gallien de Chabons, l'istituto si diffuse rapidamente in altre zone della Francia e, dal 1830, anche in Inghilterra (la congregazione conobbe il suo maggiore sviluppo proprio nei paesi anglosassoni); alla morte della fondatrice la congregazione contava case anche in Irlanda e Italia.
L'istituto venne approvato provvisoriamente il 2 agosto 1826  da papa Leone XII e definitivamente da papa Gregorio XVI con il decreto di lode del 20 maggio 1837.

## Attività e diffusione
Le Fedeli Compagne di Gesù si dedicano all'insegnamento in scuole e asili, alla catechesi e all'animazione liturgica, alla gestione di case per ritiri e centri di spiritualità.
La regola data alle sue suore dalla de Bengy nel 1822, basata sulle costituzioni della Compagnia di Gesù, è rimasta sostanzialmente invariata. La spiritualità cristocentrica delle religiose è chiaramente ispirata all'ascetica di Ignazio di Loyola: per la fondatrice, infatti, lo scopo delle Fedeli Compagne di Gesù era quello di imitare le virtù di Gesù e seguirlo insieme alla Vergine camminando "con coraggio e fedeltà sotto lo stendardo di Cristo e del suo rappresentante sulla terra, il Sommo Pontefice".
Sono presenti in Europa (Belgio, Francia, Irlanda, Italia, Regno Unito, Romania, Svizzera), nelle Americhe (Argentina, Bolivia, Canada, Messico, Stati Uniti d'America), in Asia (Filippine, Indonesia) e in Australia; la sede generalizia è a Broadstairs, nel Kent.
Al 31 dicembre 2008 la congregazione contava 260 religiose in 59 case.